# Драгиша Бојовић
Драгиша Бојовић (Бање, Ибарски Колашин, 18. мај 1964) српски је историчар књижевности, књижевни критичар, теолог, песник и професор Универзитета у Нишу.

## Биографија
Основну школу похађао у Бањама, Брњаку и Зубином Потоку, а средњу у Новом Пазару. Дипломирао на Филозофском факултету у Приштини, на Одсеку за југословенске књижевности и српскохрватски језик, 1988. године. На приштинском Филолошком факултету магистрирао 1994. године на тему Поезија Димитрија Кантакузина. На истом факултету докторирао 2000. године (тема дисертације: Свети Јефрем Сирин у старој српској књижевности).
Радио је као новинар и уредник у Новом свету и истраживач у Институту за проучавање културе Срба у Приштини. Од 1995. године асистент је на Филолошком факултету. За доцента је изабран 2001. године, а за ванредног професора 2006. За редовног професора изабран је 2011. године.
Оснивач је и председник Друштва пријатеља манастира Црна Ријека, један је од оснивача и потпредседник Друштва за обнову србистике у Приштини. Оснивач је и управник Центра за црквене студије у Нишу, а иницирао је оснивање Центра за проучавање православног наслеђа Косова и Метохије Универзитата у Приштини, са седиштем у Косовској Митровици. Недавно је изабран за потпредседника Друштва чланова Матице српске у Нишу. Потпредседник је Програмског савета Међународног научног скупа Свети цар Константин и хришћанство (Ниш, 2013), чији је председник Патријарх српски Иринеј.
Први је уредник Видовданског гласника (Грачаница, 1990), био је члан уређивачког одбора Старина Косова и Метохије, секретар редакције Србистике и члан редакције Зборника Филолошког факултета у Приштини и Зборника Филозофског факултета у Косовској Митровици. Уредник је међународног часописа Црквене студије.
Предаје Стару књижевност и Историју културе Срба на Филозофском факултету у Косовској Митровици и Стару српску књижевност на Филозофском факултету у Нишу, где држи и неколико изборних курсева: Рецепција библијске и светоотачке књижевности, Поетика старе српске књижевности, Љубав у старој српској књижевности. Школске 2004/05. држао је Преглед књижевних теорија на постдипломским студијама Филозофског факултета у Нишу. На мастер студијама у Косовској Митровици предаје Технику академског писања, а на докторским студијама у Нишу Поетику и теологију стваралаштва.
Био је члан комисија за одбрану магистарских теза на факултетима у Београду (Филозофски факултет, историја уметности, историја), Новом Саду (Филозофски факултет, наука о књижевности) и Косовској Митровици (Филозофски факултет, наука о књижевности).
Објавио је 20 књига (од тога 2 књиге песама) и преко 90 научних радова. Учествовао је на 50 научних скупова међународног и националног карактера.
Редовни је професор Филозофског факултета у Нишу и Филозофског факултета у К. Митровици. Члан је Међународног удружења за светоотачке студије. Редовни је члан Института за национална и верска питања у Солуну. Иницијатор је за оснивање још једног Центра, Центра за византијско словенске студије. Центар за византијско словенске студије основан је одлуком Савета Универзитета у Нишу од 24. децембра 2014. године и представља организациону јединицу Универзитета у Нишу. Правилник о његовом раду донео је Сенат Универзитета 27. јануара 2015. године, када је и именован Савет Центра за византијско-словенске студије. За управника Центра именован је проф. др Драгиша Бојовић, редовни професор Филозофског факултета у Нишу.
Добитник је више награда за научни рад, као и за поезију. У браку је са Снежаном Бојовић и отац је три ћерке Јоване, Тијане и Теодоре.

## Дела

### Објављене књиге
- Крај века већ дође, антологија старе српске поезије последњих времена, Приштина, 1992.
- Манастир Црна Ријека, Приштина, 1994. (више издања)
- Песник будућег века (О поезији Димитрија Кантакузина), Приштина, 1995; друго издање 2002.
- Молитве Светога Саве, приредио Драгиша Бојовић, Ниш, Косовска Митровица, 2002. (друго издање 2007).
- Свети Јефрем Сирин и српска црквена књижевност, Ниш, Косовска Митровица, 2003.
- Српска есхатолошка књижевност, Ниш, Косовска Митровица, 2004.
- О љубави, мисли старих писаца и духовника, приредио Драгиша Бојовић, Ниш 2006.
- Слово љубави, од Светог апостола Павла до Светог Николаја Српског, приредио Драгиша Бојовић, Ниш, 2007.
- Развијање свитка, прилози из историје, Београд, Ниш, 2009.
- Трпеза Премудрости, Београд, Ниш, 2009.
- Манастир Дубоки Поток, приредио Драгиша Бојовић, Дубоки Поток, 2010.
- Манастири у Старом Колашину, Ниш, 2010.
- Колаци у Србији, Ниш, 2010.
- Премудрост у Светом писму и српској књижевности (са Дарком Крстићем), Ниш, 2011.
- Антологија плача, Београд, 2011.

### Друга приређена издања
- Григорије Божовић, Црна Ријека, Приштина 1996.
- Григорије Божовић, Мој Колашин: приче и путописи из Старог Колашина, Београд, 1998.
- Благоје Божовић, Григорије Божовић, Колашински кнежеви, Зубин Поток, 2001.
- Црква Светог Пантелејмона у Нишу, Ниш, 2002.
- Уредник (важнија издања)
- Теодосије Хиландарац, Житије светога Петра Коришког, Приштина, 1996.
- Ђуро Даничић, Приповетке из Старога и Новога завета, Београд, 1996.
- Архиепископ Данило, Житије краљице Јелене Анжујске, Зубин Поток, 1997.
- Манастир Црна Ријека и свети Петар Коришки, Приштина, Београд, 1998.
- Ђорђе. Сп. Радојичић, Гојко Суботић, Из прошлости Манастира светог Јована Богослова, Ниш, 2002.
- Бојана Мелцер, Манастир Сопоћани. Библиографија, Ниш, 2002.
- Бојана Мелцер, Манастир Хиландар. Библиографија, Ниш, 2003.
- Снежана Бојовић, Библиографија часописа Свети кнез Лазар, Призрен, Ниш, 2003.
- Бојана Мелцер, Манастир Ђурђеви Ступови. Библиографија, Ниш, 2004.
- Језик и стил Григорија Божовића, Косовска Митровица 2006.
- Манастир Бањска и доба краља Милутина, Ниш, Косовска Митровица, 2007.
- Свети Никита из Ремезијане, Ниш, 2007.
- Жан Клод-Ларше, Теологија болести, Ниш, Београд, 2006.
- Православна теологија и култура, Ниш, 2009.
- Александар Наумов, Старо и ново. Студије о књижевности православних Словена, Ниш, 2009.

### Књиге песама
- Узалудна провера, Приштина, 1988.
- Света елегија, Београд, 2001.

### Студије и огледи
- Две народне песме из Ибарског Колашина, Стремљења, 4, Приштина, 1987, 109-111.
- Библијки мотиви у записима о Великој сеоби Срба, Стремљења, 12, Приштина, 1990, 47-51.
- Анагошки смисао песме Молитва Богородици Димитрија Кантакузина, Баштина, 2, Приштина, 1991, 53-58.
- Лирске народне песме из Ибарског Колашина, Баштина, 1, Приштина, 1991, 148-153.
- Косовска битка у Животу деспота Стефана Лазаревића и Јаничаровим успоменама, Стремљења, 4-5, Приштина, 1991, 53-60.
- Непознати епископ Митрофан и прилике у манастиру Грачаница у другој половини XVII века, Баштина, 3, Приштина, 1992, 159-163.
- Два стара српска писца из Новог Брда – једна могућа компарација о перципирању стварности, Баштина, 4, Приштина, 1993, 64-70.
- О неким иконографским елементима Кантакузинове Молитве Богородици, Универзитетска мисао, часопис за уметност, 1, Приштина, 1993, 25-27.
- Стара српска књижевност између стварног и есхатолошког, Баштина, 5, Приштина, 1994, 55-62.
- Грачаничко рукописно наслеђе, Приштински магазин, 3, Приштина, 1996.
- Неки елементи рецепције византијске књижевности у метохијским манастирима, Хвосно, Исток, 1997.
- Колашин Григорија Божовића, поговор књизи: Г. Божовић, Мој Колашин, Београд, 1998, 273-277.
- Српска књижевност 15. века и последња времена, у зборнику:Српска књижевност у доба деспотовине, Деспотовац, 1998, 165-173.
- Савино измирење завађене браће у српској житијној књижевности, у зборнику: Свети Сава у српској историји и традицији, Београд, 1998, 159-167.
- Старешине и старатељи манастира Црна Ријека, у зборнику: Манастир Црна Ријека и свети Петар Коришки, Приштина, 1998, 25-31
- Рилски глагољски листови и хиландарски Паренесис св. Јефрема Сирина бр. 397, Свети кнез Лазар, број посвећен манастиру Хиландару, Призрен, 1998, 111-119.
- Рецепција светоотачке књижевности код Срба, Зборник Филолошког факултета Универзитета у Приштини, 9-10, 1990-2000, 107-116.
- Поговор књизи: Василије Марковић, Православно монаштво и манастири у средњовековној Србији, Београд, 2002, 308-309.
- Образовање и наука Христова у делима хиландарских јеромонаха Доментијана и Теодосија, Свети кнез Лазар, 4, Призрен, 2002, 95-101.
- Идеје србистике и наставни програм старе српске књижевности, у зборнику Дело Петра Милосављевића и србистика, Косовска Митровица, 2002.
- Од историјске конкретности до метаисторијског идеала. Есхатолошка поема Лазе Костића, у зборнику: Историја у романтичарској поеми код Словена, Ниш, 2003, 49-55.
- Ниш у књижевном делу Стефана Првовенчаног, у зборнику: Ниш и Византија I, Ниш, 2003, 117-124.
- Владика Николај о Псалтиру, у зборнику: Свети Владика Николај, Охридски и Жички, Жича, Краљево, 2003, 377-383.
- Пројекција митарстава у Житију светога Петра Коришког, Црквене студије, годишњак Центра за црквене студије, 1, Ниш, 2004, 121-129.
- Где се налазио манастир Промеће. Прилог проучавању Сопоћанског поменика, Прилози за књижевност, језик, историју и фолклор, 2002-2003, књ. LVIII-LIX, Београд, 2004, 172-178.
- Српски паренесиси св. Јефрема Сирина и однос према глагољској традицији, у: Преводи на Балкану из XIV века, радови са међународне конференције, Софија, 2004, 387-396.
- Просветитељ отачаства свога и измиритељ завађене браће: беседа са молитвом светом оцу Сави, Православно дело, 1, 2004, 39-44.
- Владета Јеротић – делом у времену, у зборнику: Владета Јеротић – делом у времену, Ниш, 2005, 5-8.
- Доментијанове позајмице о љубави, Прилози за књижевност, језик, историју и фолклор, књ.LXX, 2004, 139-142.
- Слово о љубави новобрдског песника Димитрија Кантакузина, Летопис Матице српске, год. 181, књ. 475, св. 16, Нови Сад, јун 2005, 1042-1050.
- Елементи свештеног језика у прози Григорија Божовића, у зборнику: Језик и стил Григорија Божовића, Косовска Митровица, 2006, 93-99.
- Образовање и наука Христова у делима хиландарских јеромонаха Доментијана и Теодосија, у зборнику: Love of learning and devotion to God in orthodox monasteries, Beograd, Columbus, 2006, 127-132.
- Старозаветни образ крста, Црквене студије, годишњак Центра за црквене студије, 3, Ниш, 2006, 199-212.
- Уништавање рукописног књижевног наслеђа и манастирских библиотека на Косову и Метохији, у зборнику: Друштво и култура Срба Косова и Метохије, Филозофски факултет, Косовска Митровица, 2007, 159-171.
- Два Данила и бањски краљ Милутин, у зборнику: Манастир Бањска и доба краља Милутина, Ниш, Косовска Митровица, 2007, 211-217.
- Руски манастир Светог Пантелејмона у српској средњовековној књижевности, Православно дело
- Доментијанова свест о светости поезије, Прилози за књижевност, језик, историју и фолклор, 2006, књ. LXXII, св. 1-4, Београд, 2007, 83-92.
- Русский монастырь св. Пантелеймона в древнесербской литературе, Црквене студије, годишњак Центра за црквене студије, 4, Ниш, 2007, 225-232.
- „Слово за любовта“ на поета от Ново Бърдо Димитър Кантакузин, Славянски диалози, списание за славянски езици, литератури и култури, Филологическия факултет при Пловдивския университет Паисий Хилендарски, година IV, книжка 7, Пловдив, 2007, 96-105.
- Уништавање рукописног књижевног наслеђа и манастирских библиотека на Косову и Метохији, Србистика, ванредни број, Нови Сад, 2007, 45-53.
- Књижевник-интелектуалац пред историјом и последњим временом, у зборнику: Историја и књижевност Срба Косова и Метохије, Косовска Митровица, 2007, 177-189.
- Слово љубве у светлу библијске егзегезе, Митолошки зборник, 18, Рача, Београд, 2008, 165-179.
- Destruction of Handwritten Literary Legacy and Monastery Libraries in Kosovo and Metohija, Scripta, The Journal of Interdisciplinary Mediaeval Studies, volume 6, Sofia, 2008, 269-279.
- Богонадахнуће у списима о светом Ћирилу и Методију, Црквене студије, 5, Ниш, 2008, 199-205.
- Трпеза Премудрости Архиепископа Данила Другог, Прилози за књижевност, језик, историју и фолклор, књ. LXXIV, св. 1-4, 2008, Београд, 2009, 21-29.
- Историја манастира Црна ријека, у: Прошлост, садашњост и будућност Срба Косова и Метохије, Косовска Митровица, 2009, 75-89.
- Радослава Станкова, Србската книжнина през XIII века, Староблгарска литература, БАН, 38-40, Софија, 2008, 256-258. (приказ књиге).*
- Понављање патристичких цитата у српској црквеној књижевности, PhilologiaMediana, 1, Ниш, 2009, 39-49*.
- Доментијанова теологија љубави, у: Православна теологија и култура, Ниш, 2009, 99-107.
- Књижевно-теоријско обликовање суштине, предговор књизи: Александар Наумов, Старо и ново. Студије о књижевности православних Словена, Ниш, 2009, 5-8.
- Манастир Дубоки Поток – историја црквено-народног живота и просветитељског рада, предговор књизи: Манастир Дубоки Поток, Дубоки Поток, 2010, 5-16.
- Миодраг Пурковић као историчар средњовековне културе, у: Миодраг Ал. Пурковић – живот и дело, уредник Синиша Мишић, Пожаревац, 2010, 87-92.
- Зашто је плакао Свети Сава, Београдски историјски гласник, 2, 2011, 37-44.
- Рађање Српске цркве у Топлици, Стефан Немања и Топлица, тематски зборник, Центар за црквене студије, Ниш, 2011, 27-35.
- Древни српски старци, Црквене студије, 8, 2011, 275-294.
- Значајно дело о књижевности православних Словена (А. Наумов, Старо и ново. Студије о књижевности православних Словена, Ниш 2009), Philologia Mediana, 3, 2011, 552-555.
- Отац Јустин и Свети Оци, Отац Јустин, живот и дело, зборник са научног скупа, Врање, 2011, 85-95.